# Джан (португальский футболист)
Жуа́н Ма́ркеш ду Жезуш Лопеш (порт. João Marques de Jesus Lopes), более известный как Джан (порт. Djão; 16 августа 1958, Тете — 7 января 2023) — португальский футболист, играл на позиции нападающего.

## Биография

### Клубная карьера
В начале карьеры играл за «Текстафрику» и «Шавеш». В 1979 году перешёл в «Белененсеш», в составе которого отыграл восемь сезонов. В общей сложности сыграл за «Белененсеш» 168 матчей и забил 42 гола. Покинув «Белененсеш», играл за «Пенафиел» и «Марку».
Завершил карьеру в клубе «Ребордоза» в 1994 году.

### Карьера в сборной
23 сентября 1981 года дебютировал за сборную Португалии в товарищеском матче против сборной Польши — Португалия выиграла тот матч со счётом 2:0. Это был его единственный матч за сборную.

### Смерть
Скончался 7 января 2023 года в возрасте 64 лет.